# Wilhelm Jonker
Wilhelm Jonker (Helder, 26 november 1848  – 's-Gravenhage, 10 oktober 1932) was een evangelist in het veengebied in het zuidoosten van de Nederlandse provincie Drenthe.

## Leven en werk
Jonker werd in 1848 in Den Helder geboren als zoon van de sergeant-majoor der mariniers Wilhelm Jonker en Baartje Blok. Jonker sloot zich aan bij de Nederlandsche vereeniging tot Afschaffing van Sterken drank, waarvoor hij correspondent werd in Drenthe. Hij werkte tevens als evangelist en godsdienstleraar in Meppel. In 1880 nam hij in deze plaats het initiatief tot de oprichting van een plaatselijke afdeling van de zendingsgemeente van ds. Witteveen in Ermelo. Als evangelist trok hij in 1885 naar het Drentse veengebied rond Emmen. Hij was daar zes jaar werkzaam in en rond Erica. Zijn vrouw en hij slaagden erin om, met financiële steun van de invloedrijke familie Scholten, een verenigingslokaal annex evangelisatiezaal te realiseren.

Jonker publiceerde in 1923 "Het morgenrood in de Drentsche venen" over zijn werk in het Drentse veengebied met een voorwoord van de CHU-politicus (en latere premier van Nederland) D.J. de Geer. Ook zijn collega's Willem Braak-Hekke ("Evangelist in de venen") en Willem de Weerd ("De domeneer van Turfland") schreven over hun ervaringen als evangelist in de venen van Drenthe.  Jonker richtte als evangelist en als fervent drankbestrijder zijn pijlen op het drankmisbruik van de veenarbeiders. Hij schetste een samenleving van boeren en arbeiders die gespleten werd door de drank. Zo schreef hij in zijn terugblik van zijn jaren in Erica: 
Vooral die drank was oorzaak, dat er een groote klove tusschen boeren en arbeiders bestond. Die beiden leefden eigenlijk met elkander op voet van gewapenden vrede en kwamen maar hoogst zelden met elkander in aanraking, niet meer dan noodig was. Onze boertjes geloofden, en niet geheel ten onrechte, dat de arbeiders over ’t algemeen veel te veel dronken en de waarde van het geld niet kenden. De arbeiders beschouwden de boeren zoo wat als minderwaardigen. De turfgravers leefden, als zij in de verdiensten waren, royaal. ’t Kon dan niet op.
De publicaties van Jonker en zijn beide collega's versterkten, aldus Timmer en De Vries, het negatieve imago van de streek. In tegenstelling tot zijn collega Braak-Hekke die zich de woede van de stakende arbeiders op de hals haalde wist Jonker tijdens de veenstaking in 1888 wel het vertrouwen van de veenarbeiders te winnen. Het leger werd tegen de stakers ingezet, maar Jonker kon een bloedbad voorkomen. Jonker getuigde daarna voor de staatscommissie dat van de zijde van de werkgevers weinig compassie getoond werd met de arbeiders.
Jonker trouwde op 12 mei 1875 in Den Haag met Klazina Blewanus. Hij was redacteur van het dagblad "De Nederlander" in Rotterdam en Den Haag. Hij vervulde meerdere bestuurlijke functies bij protestants christelijke organisaties. Zo was hij onder andere mede-oprichter en voorzitter van de Deutscher Jugend Bund für entschiedenes Christentum. Jonker overleed in 1932 op 83-jarige leeftijd in Den Haag. Hij werd begraven op de Algemene Begraafplaats in Den Haag.